# 현부인
현부인(縣夫人)은 조선 시대 정2품에 해당하는 관직인 숭헌대부(崇憲大夫), 승헌대부(承憲大夫)를 역임한 종친의 부인 혹은 종2품에 해당하는 관직인 중의대부(中義大夫), 정의대부(正義大夫)를 역임한 종친의 부인에게 주던 작위(爵位)이다. 이 봉작 작위는 내명부 관등 등급상 군부인(郡夫人)의 아래, 신부인(愼夫人)의 위에 해당한다.